# Timmermanspotlood

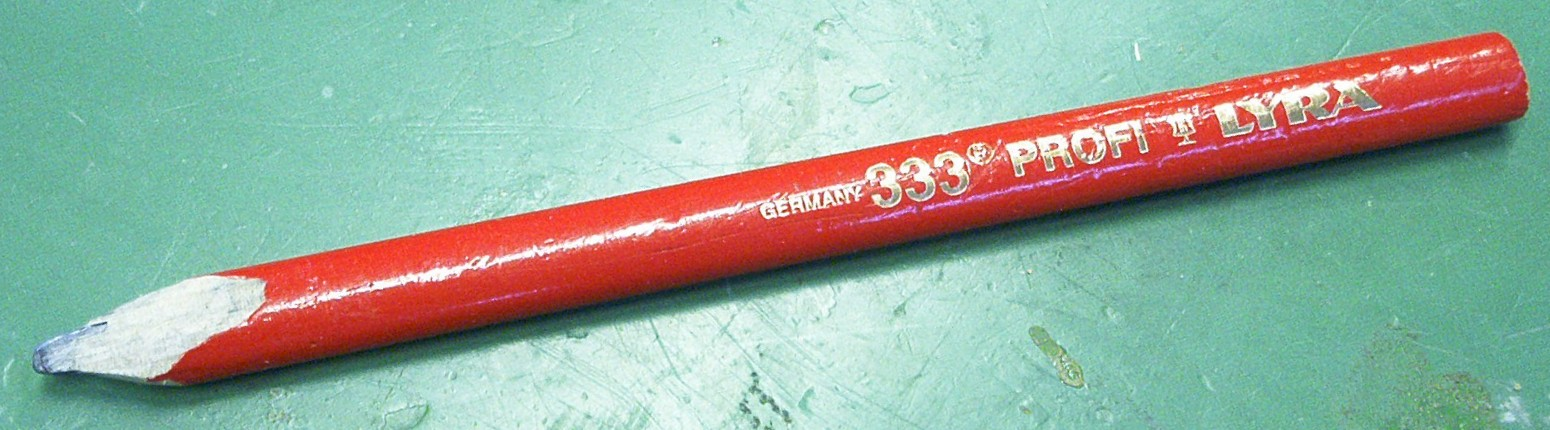
Timmermanspotlood

Een timmermanspotlood of schrijnwerkerspotlood is een stevig potlood dat in de bouw gebruikt wordt voor aftekenwerk op hout, steen, beton enzovoort. Ook aan de werkbank maakt men er gebruik van. Het wordt niet alleen door de timmerman gebruikt, maar ook door andere vaklieden in de bouw. 
De doorsnede is ovaal. Daardoor is er ruimte voor een brede, platte grafietstift. Bovendien rolt het nooit ver weg wanneer het valt. De platte vorm zorgt er ook voor dat het potlood stevig achter het oor van de schrijnwerker kan worden geklemd zodat het niet zoekraakt. De rode signaalkleur maakt het potlood bovendien makkelijker vindbaar. 
Het potlood is door zijn stevigheid minder aan slijtage onderhevig. Bovendien is de stift vrij hard. Er wordt dan ook afgetekend in de breedterichting van het potlood. Het potlood past niet in een puntenslijper maar wordt met een scherp zakmes of met een beitel geslepen. De punt wordt alleen in de smalle richting scherp aangeslepen, in de andere richting dient de punt zo breed mogelijk gehouden te worden.
Het potlood is ongeslepen ongeveer even lang als een opgevouwen timmermansduimstok en past dus samen met de duimstok in de duimstokzak van een timmermansoverall of -broek. Daardoor zijn beide met één greep te pakken.
De breedte is 10 mm, een wetenschap die bij het stellen van bijvoorbeeld planken kan worden gebruikt.
De andere breedte kan variëren maar is altijd minder, bijvoorbeeld 7 mm.